# Sūrgāh
Sūrgāh (persiska: سورگاه) är en ort i Iran.   Den ligger i provinsen Kerman, i den sydöstra delen av landet, 1 200 km sydost om huvudstaden Teheran. Sūrgāh ligger 809 meter över havet och antalet invånare är 309.
Terrängen runt Sūrgāh är kuperad åt sydost, men åt nordväst är den platt. Runt Sūrgāh är det glesbefolkat, med 8 invånare per kvadratkilometer. Sūrgāh är det största samhället i trakten. Trakten runt Sūrgāh är ofruktbar med lite eller ingen växtlighet.